# Challenge international du Nord
Het Challenge international du Nord was een jaarlijks voetbaltoernooi waaraan clubs uit België, Frankrijk, Nederland, Zwitserland en Engeland deelnamen. Het toernooi werd gespeeld in de Noord-Franse steden Rijsel, Roubaix en Tourcoing van 1898 tot 1914. 
In de beginjaren namen er enkel clubs uit Frankrijk en België deel. Er was een Franse en Belgische groep, waarvan de winnaars naar de halve finale gingen. Vanaf 1905 was het toernooi ook toegankelijk voor clubs uit Zwitserland en Nederland. Tussen 1909 en 1915 was het toernooi enkel toegankelijk voor Franse clubs en Engelse amateurclubs. 

## Finales
| Jaar | Winnaar              | Uitslag                                           | Finalist                                          |
| ---- | -------------------- | ------------------------------------------------- | ------------------------------------------------- |
| 1898 | Léopold Club Brussel | 3 - 1                                             | RC Roubaix                                        |
| 1899 | Léopold Club Brussel | 4 - 1                                             | FC Brugeois                                       |
| 1900 | Le Havre AC          | 3 - 2                                             | Club Français                                     |
| 1901 | Beerschot AC         | 2 - 0                                             | Léopold Club Brussel                              |
| 1902 | Antwerp FC           | 4 - 2                                             | Beerschot AC                                      |
| 1903 | Racing Club Brussel  | 4 - 0                                             | RC Roubaix                                        |
| 1904 | Union Saint-Gilloise | 5 - 0                                             | United Sports Club                                |
| 1905 | Union Saint-Gilloise | 3 - 1                                             | EFC Prinses Wilhelmina                            |
| 1906 | Antwerp FC           | 3 - 2                                             | US Tourcoing                                      |
| 1907 | Union Saint-Gilloise | 4 - 0                                             | Olympique Lillois                                 |
| 1908 | Racing Club Brussel  | 1 - 0                                             | Union Saint-Gilloise                              |
| 1909 | Eastbourne FC        | 5 - 1                                             | RC Roubaix                                        |
| 1910 | Reigate Priory       | 3 - 0                                             | CA Paris                                          |
| 1911 | US Tourcoing         | 2 - 1                                             | Cambridge Town                                    |
| 1912 | Cambridge Town       | 4 - 1                                             | US Tourcoing                                      |
| 1913 | CA Paris             | Het is niet bekend wie de verliezend finalist was | Het is niet bekend wie de verliezend finalist was |
| 1914 | CASG Paris           | 7 - 0                                             | Club Français                                     |